# هيأة المنافذ الحدودية
هيأة المنافذ الحدودية في العراق هي دائرة حكومية مستقلة مرتبطة مباشرة بمجلس رئاسة الوزراء، صدر قانون إنشائها وتنظيمها يوم 27 أيلول سنة 2016، وأُسّست يوم 1 آب سنة 2017، مقرّها في مدينة بغداد ولها فروع في المنافذ الحدودية بين العراق والدول المجاورة، هدف الهيئة التنسيق بين كل الدوائر العاملة في المنافذ الحدودية والإشراف على عملها وتطوير المنافذ ووضع التعليمات والسياسات المتعلقة بإجراءات عمل المنافذ، ولها حق اقتراح استحداث منافذ جديدة. تُشرف هيئة المنافذ على المنافذ العراقية الاتحادية البرية والبحرية والجوية، أما منافذ إقليم كردستان العراق، فليس لهيئة المنافذ سيطرة عليها، بل تشرف عليها حكومة إقليم كردستان العراق. وترى الحكومة الاتحادية أن الإشراف على الحدود من اختصاص الحكومة المركزية وحدها وفقاً للمادة 110، وليس لإقليم كردستان. أرباح المنافذ الحدودية كثيرة، وفي سنة 2020 بلغت الأرباح 9 مليارات دولار سنوياً، فأصبحت مُعتركاً بين الأحزاب السياسية، ومصدراً للفساد المالي والإداري. رئيس الهيأة الحالي اللواء ابراهيم خلف.

## مجلس الهيأة
يتكون مجلس هيئة المنافذ الحدودية من أعضاء منتمين إلى وزارات ودوائر حكومية متعددة، وفي 16 تشرين الأول سنة 2020، صدر بيان لرئيس الوزراء متضمن «إلزام الوزارات كافة والجهات غير المرتبطة بوزارة والمحافظات، بتنفيذ قرارات مجلس هيئة المنافذ الحدودية، التي لديها دوائر عاملة في المنافذ الحدودية لكونها ممثلة في المجلس».

### موظفو الهيئة
- من هيئة المنافذ
  - رئيس الهيئة
  - نائب رئيس الهيئة
- من المحافظات
  - ممثل عن كل محافظة لها منفذ حدودي
- ممثل من الوزارات والدوائر الحكومية التالية:
  - وزارة الخارجية
  - وزارة المالية: لحساب قيمة البضائع واستيفاء رسومها وضرائبها.
  - وزارة الداخلية: متمثلة في شرطة الكمارك لمراقبة المنفذ وللتفتيش.
  - وزارة الصحة: لفحص البضائع في المختبر ولإدارة مستوصف المنفذ.
  - وزارة النقل: لإصدار الرقم التسلسلي الحدودي للبضائع وإصدار وثيقة بيانات الشاحنات.
  - وزارة التجارة
  - وزارة الصناعة
  - وزارة التخطيط: للتقييس والسيطرة النوعية والتأكد من الجودة والصلاحية.
  - وزارة السياحة والآثار
  - جهاز المخابرات الوطني العراقي: للعمل الاستخباري.[9]

## المنافذ الحدودية
في العراق 24 منفذاً حدودياً برياً وبحرياً وجوياً. تشرف هيأة المنافذ الحدودية على أكثر المنافذ الحدودية، ما عدا منافذ إقليم كردستان التي تُسيطر عليها حكومة الإقليم، وترى الحكومة المركزية الاتحادية أن سيطرة الإقليم على منافذه مخالف للدستور، قال سعد الحديثي المتحدث باسم حكومة حيدر العبادي في يوم 8 تشرين الثاني 2017 "إن بغداد تريد تطبيق الدستور فيما يتعلق بالصلاحيات السيادية التي أعطيت بنص الدستور في المادة 110 للحكومة الاتحادية فيما يتعلق بأمن الحدود وإدارة المعابر الحدودية…أمن الحدود وإدارتها هو ملف سيادي للحكومة الاتحادية ولا يمكن أن يدار من قبل سلطة أخرى".
- المنافذ البرية
  - المنافذ البرية الاتحادية

1. منفذ سفوان الحدودي
2. منفذ الشلامجة الحدودي
3. منفذ الشيب الحدودي
4. منفذ الوليد الحدودي
5. منفذ مندلي الحدودي
6. منفذ طريبيل الحدودي
7. منفذ زرباطية الحدودي
8. منفذ المنذرية الحدودي
9. منفذ عرعر الحدودي
10. منفذ الجميمة الحدودي
11. منفذ القائم الحدودي
12. منفذ ربيعة الحدودي
13. منفذ جريشان الحدودي
14. نقطة كمرك فايدة

- - منافذ إقليم كردستان البرية

1. منفذ إبراهيم الخليل الحدودي
2. منفذ باشماخ الحدودي
3. منفذ برويز خان الحدودي
4. منفذ حاج عمران الحدودي
5. منفذ فيشخابور الحدودي

- -     - منافذ برية كردية شبه رسمية[10][11][12]

1. منفذ كيلي
2. منفذ كرمك
3. منفذ طويلة
4. منفذ الشيخ صالح
5. منفذ بشتة
6. منفذ شوشمي

- المنافذ البحرية

1. ميناء أم قصر الشمالي
2. ميناء أم قصر الأوسط
3. ميناء أم قصر الجنوبي
4. ميناء أبو فلوس
5. ميناء المعقل
6. ميناء خور الزبير

- المنافذ الجوية
  - المنافذ الجوية العراقية الاتحادية

1. مديرية مطار بغداد
2. مديرية مطار البصرة
3. مديرية مطار النجف

- - منافذ إقليم كردستان الجوية

1. مطار أربيل الدولي
2. مطار السليمانية الدولي

## رؤساء الهيأة
يرأس الهيأة موظف بدرجة خاصة حاصل على شهادة جامعية أولية في الأقل، يُعيّن وفقاً للقانون، ونائب رئيس الهيأة موظف درجته مدير عام حاصل على شهداة جامعية أولية وله خدمة لا تقل عن خمس عشرة سنة يُعيّن وفق القانون.
| الاسم        | الفترة                   |
| إبراهيم خلف  | 19 آذار 2024 -           |
| عمر الوائلي  | 13 شباط 2020 - آذار 2024 |
| كاظم العقابي | - 1 نيسان 2020           |